# Darko Horvat
Darko Horvat (Donja Dubrava, 28. rujna 1970.) je hrvatski političar te bivši ministar prostornoga uređenja, graditeljstva i državne imovine u 15. Vladi Republike Hrvatske, u službi od 23. srpnja 2020. godine. Prethodno je obnašao dužnost ministra gospodarstva, poduzetništva i obrta u 14. Vladi Republike Hrvatske, te ministra poduzetništva i obrta u 13. Vladi Republike Hrvatske. 19. veljače 2022. postao je prvi je ministar u hrvatskoj povijesti koji je tijekom trajanja mandata uhićen.